# Vregny
 Vregny  là một xã ở tỉnh Allier, vùng Hauts-de-France thuộc miền bắc nước Pháp.